# Orgelbau Christian Gerhardt & Söhne

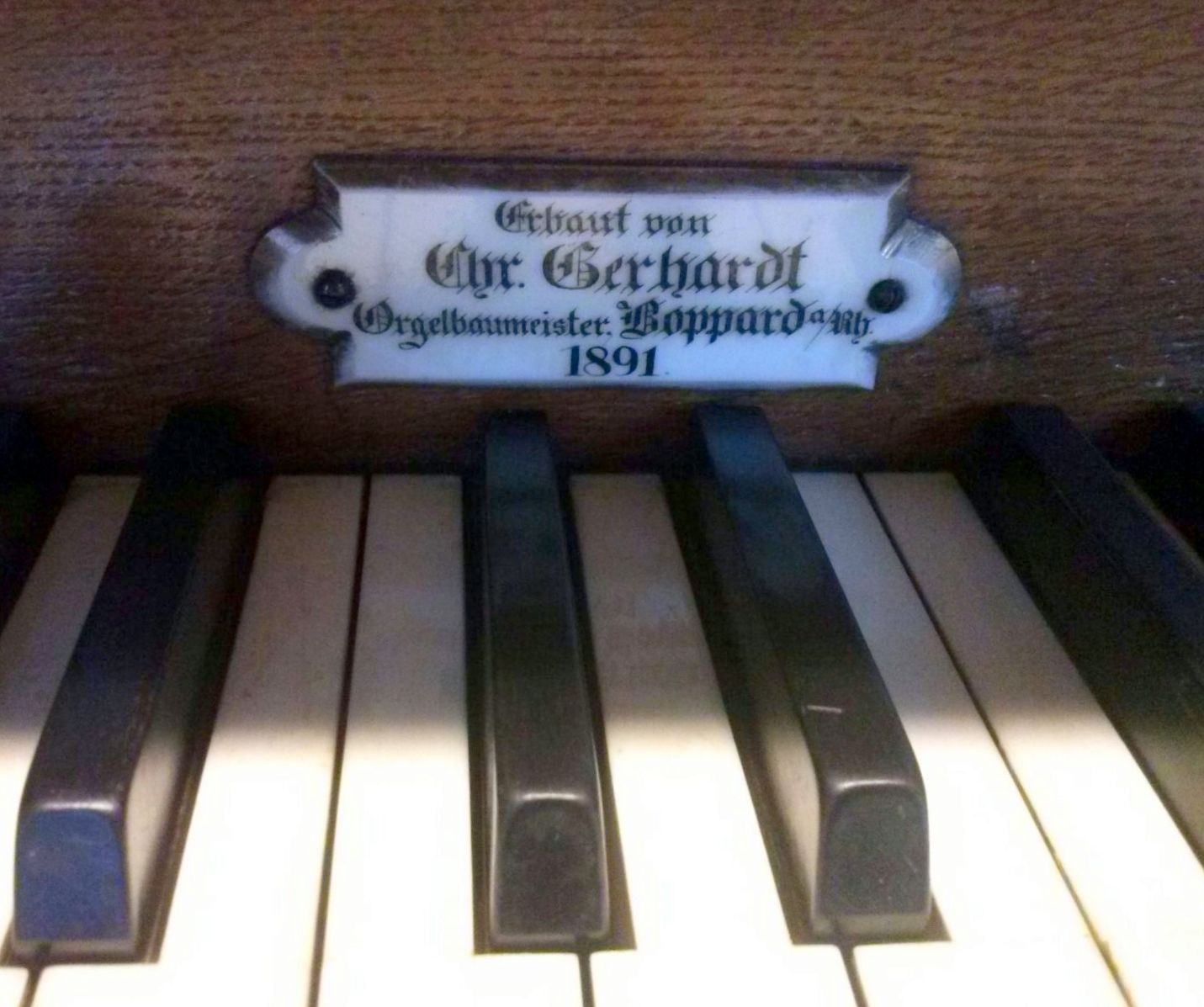
Firmenschild an einer frühen Gerhardt-Orgel in Neef (1891)

Orgelbau Christian Gerhardt & Söhne war ein deutscher Orgelbaubetrieb in Boppard am Rhein. Während des 130-jährigen Bestehens erbaute das Unternehmen zahlreiche Orgeln hauptsächlich für Dorfkirchen in Rheinland-Pfalz, dem Saarland und Hessen.

## Geschichte

### Erste Generation
Die Orgelbauwerkstatt wurde 1888 von Christian Gerhardt I. (* 10. Januar 1858 in Dillhausen; † 11. Oktober 1937 in Boppard) gegründet. Gerhardt hatte das Orgelbauhandwerk bei Christian Friedrich Voigt in Wiesbaden-Igstadt und Johannes Klais in Bonn gelernt.
Am 8. November 1886 wurde die Ehe zwischen Christian Gerhardt und Anna Maria Dorweiler vor dem Standesamt in Osterspai geschlossen. Nach dem Ende des Ersten Weltkrieges gab der Firmengründer das Unternehmen 1919 an seine Söhne weiter.

### Zweite Generation
1930 wurde der Sohn des Firmengründers Christian Gerhardt II. (* 13. Januar 1889; † 1971) Inhaber des Orgelbauunternehmens. Der Betrieb ging verhältnismäßig spät zum Bau von mechanischen Schleifladenorgeln über, so wurden auch in der bis 1965 andauernden Schaffensperiode von Christian Gerhardt II. durchgehend Orgeln mit elektropneumatischen Kegelladen gebaut. Aus seiner Ehe gingen sechs Kinder hervor.

### Dritte Generation
Von 1965 bis 1993 leitete Heribert Gerhardt (* 15. April 1930 in Boppard, † 17. September 1994 ebenda) das Unternehmen und führte den Bau mechanischer Schleifladen ein. Er hatte zuvor das Orgelbauhandwerk bei Laukhuff in Weikersheim gelernt und 1966 seine Meisterprüfung abgelegt.

### Vierte Generation
Im November 1993 übernahm mit Jörg Christian Gerhardt III. (* 24. April 1971 in Boppard, † 9. Juni 2018) die vierte Generation die Unternehmensleitung. Christian Gerhardt III. hatte das Orgelbauhandwerk bei August Laukhuff in Weikersheim gelernt und 1996 die Meisterprüfung abgelegt. Neben kleineren Neubauten widmete er sich der Restaurierung von Orgeln; er war geprüfter Restaurator im Orgel- und Harmoniumbau. Mit seinem Tod im Jahr 2018 endete der Betrieb.

## Entwicklung der Instrumente

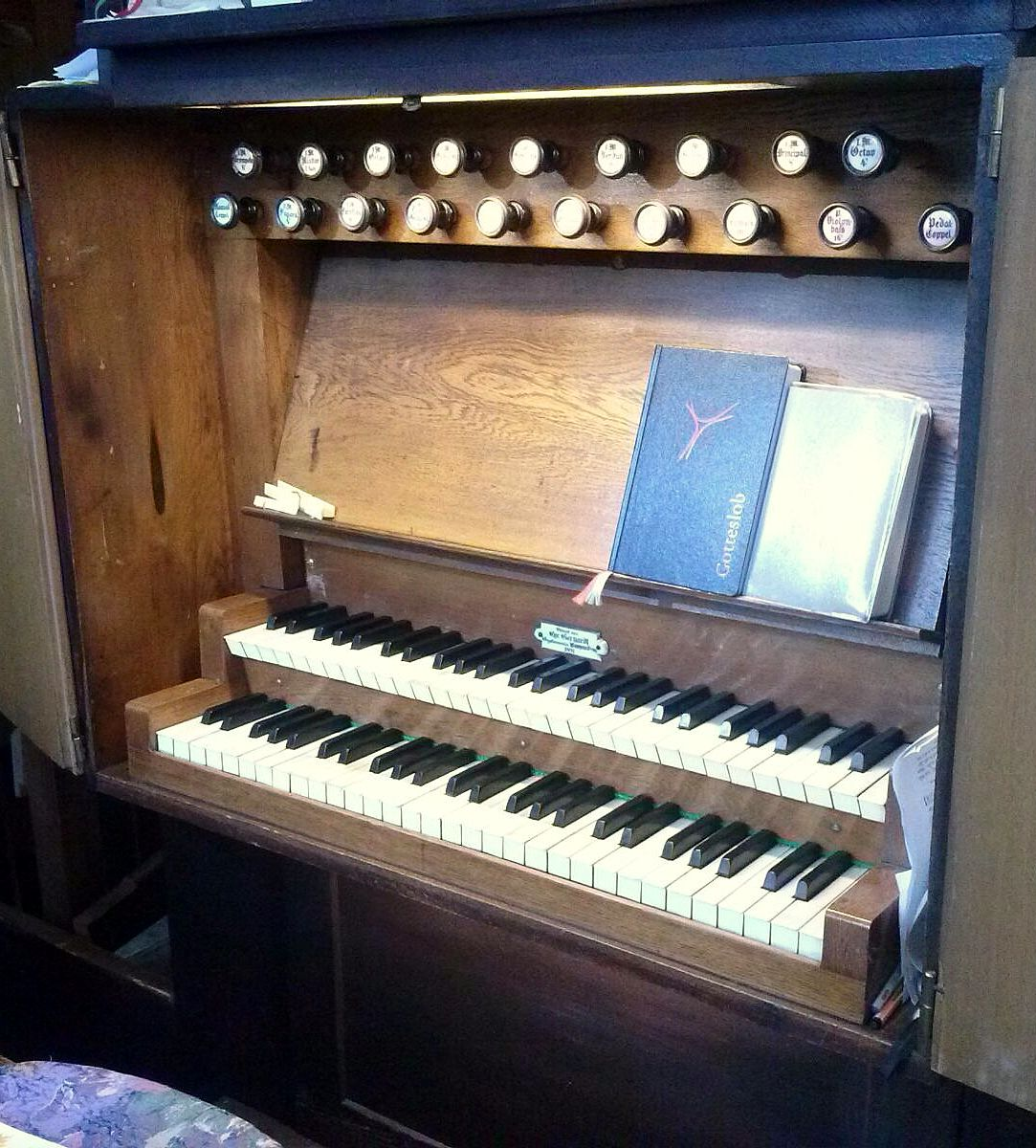
Spieltisch einer frühen Gerhardt-Orgel in Neef (1891)

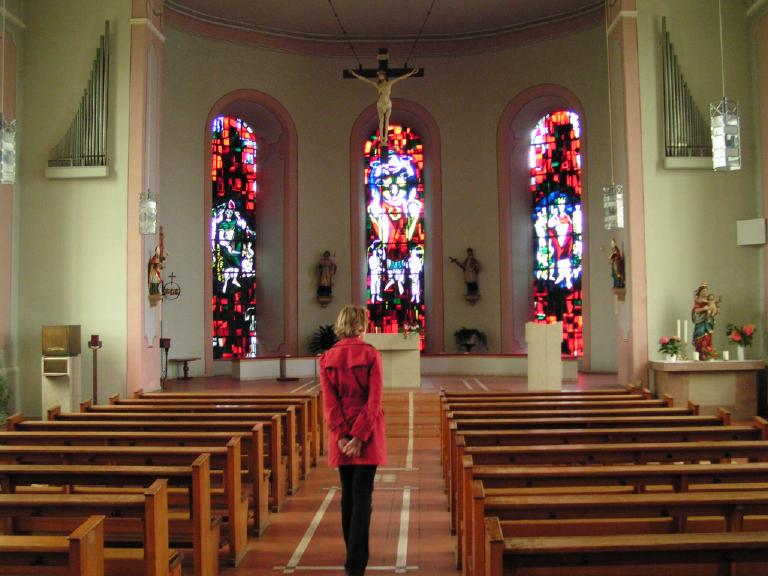
Fernwerks-Salicional in Schillingen (1959)

Die frühen Orgeln aus der Werkstatt Christian Gerhardt & Söhne besitzen noch mechanische Schleifladen in den Manualen, jedoch schon mechanische Kegelladen im Pedal. Es handelt sich nahezu ausschließlich um kleinere ein- bis zweimanualige Instrumente mit historisierenden Prospekten und einer typischen grundtönigen Disposition im Sinne der deutschen Romantik im Orgelbau. Ein charakteristisches Register, welches sich bei zahlreichen Gerhardt-Orgeln aus der ersten Generation findet, ist die Fernflöte 8'. Die 1891 errichtete Orgel in Neef ist ein solches Beispiel für eine der ersten Instrumente aus dem Hause Gerhardt.
In den 1890er Jahren stellte Gerhardt auf den Bau von Instrumenten mit vollpneumatischen Kegelladen um. In diese Zeit fällt auch seine Erfindung der Koppelkegellade, welcher er 1896/97 zum Patent anmeldete. Es handelt sich dabei um eine pneumatische Transmissions- bzw. Extensionslade zur Ansteuerung ein und derselben Pfeifenreihe entweder in unterschiedlicher Fußtonlage oder von einer anderen Klaviatur.
In der zweiten Generation unter Christian Gerhardt II. wurde die vollpneumatische Traktur auch in den 1930er Jahren noch verwendet. Erhaltene und restaurierte Beispiele für die Instrumente aus dieser Zeit zwischen den Weltkriegen sind die Orgeln in St. Johannes Baptist Mosbach (1930) und in St. Johannes Enthauptung Koblenz-Metternich (1934). Während Erstere noch vollständig der Romantik verhaftet ist, finden sich in der Disposition des nur vier Jahre später errichteten Metternicher Instrumentes bereits deutliche Einflüsse der Orgelbewegung.
Nach dem Zweiten Weltkrieg wurde mancherorts mit unkonventionellen Aufstellungskonzepten experimentiert. So sind beispielsweise in Gonnesweiler das Hauptwerk sowie die Pedalregister Subbass 16' und 8' als Schwalbennestorgel an der Seitenwand des Kirchenschiffes aufgehängt, während der Spieltisch, das Positivwerk und das Pedalregister Oktavbass 8' auf der Empore untergebracht sind.
Eine weitere Kuriosität findet sich an der 1959 errichteten Gerhardt-Orgel in Schillingen. Das Instrument hat im II. Manual gleich zweimal das Register Salicional 8'. Während das eine ganz regulär auf der Windlade des Positivs untergebracht ist, befindet sich das zweite am anderen Ende der Kirche als Fernwerk in Form von zwei Harfenfeldern links und rechts vom Altarraum.
Entgegen dem vorherrschenden Zeitgeschmack blieb die Firma Gerhardt auch in den 1960er Jahren noch lange dem Freipfeifenprospekt und den elektropneumatischen Kegelladen treu, wie z. B. in den Orgeln in Wolfersweiler (1963), Humes (1965) und Idar-Oberstein (~ 1969). Unter der Leitung von Heribert Gerhardt wurde nach und nach auf den Bau geschlossener Gehäuse und mechanischer Schleifladen umgestellt.

## Werkliste (Auswahl)
| Jahr   | Ort                     | Gebäude                                    | Bild | Manuale | Register | Bemerkungen |
| ------ | ----------------------- | ------------------------------------------ | ---- | ------- | -------- | --- |
| 1890   | Münstermaifeld          | Lehrerseminar                              |      | II/P    | 10       | 1909/10 Umbau durch Johannes Klais. Heute in der Aula des Kurfürst Balduin-Gymnasiums Münstermaifeld. |
| 1891   | Neef                    | Kreuzerhöhung                              |      | II/P    | 17       | original erhalten |
| 1894   | Kamp-Bornhofen          | Klosterkirche St. Marien                   |      | II/P    | 17       | 1949 beim Brand der Klosterkirche zerstört |
| 1894   | Kärlich                 | St. Mauritius                              |      | II/P    | ??       | 1973 in einem technischen Neubau aufgegangen, der allerdings bereits 1994 durch die heutige Mayer-Orgel ersetzt wurde. |
| 1896   | Presberg                | St. Laurentius                             |      | II/P    | 14       | |
| 1897   | Boppard                 | Christuskirche                             |      | II/P    | 20       | 1975 durch die heutige Oberlinger-Orgel ersetzt. |
| 1899   | Rilchingen-Hanweiler    | St. Walfridus                              |      | II/P    | 12       | 1953 durch die heutige Späth-Orgel ersetzt. |
| 1899   | Kettig                  | St. Bartholomäus                           |      | II/P    | 18       | Opus 35 |
| 1900   | Baumholder              | St. Simon und Judas Thaddäus               |      | II/P    | 17       | Neobarockisiert. |
| ~ 1900 | Linz am Rhein           | Evangelische Kirche                        |      | I/P     | 12       | Seit 1929 in der Evangelischen Kirche Dichtelbach. |
| 1901   | Heusweiler              | Mariä Heimsuchung                          |      | II/P    | 28       | 1955 im Zuge der Kirchenerweiterung abgebaut. |
| 1902   | Bassenheim              | St. Martin                                 |      | II/P    | 20       | |
| 1902   | Kastellaun              | Kreuzauffindung                            |      | II/P    | 19       | Um 1970 tiefgreifender Umbau durch Josef Klein (Obersteinebach); 1999 Austausch eines Klein-Registers durch Orgelbau Mayer; 2020 Renovierung und Restrukturierung der Orgel durch Freiburger Orgelbau Späth auf die heutige Größe von II/30. |
| 1902   | Oberwesel               | Evangelische Kirche                        |      | I/P     | 7        | |
| 1903   | Spay                    | St. Lambertus                              |      | II/P    | 15       | |
| 1903   | Eisenach (Eifel)        | St. Martin                                 |      | I/P     | 10       | |
| 1903   | Saarwellingen           | St. Blasius                                |      | II/P    | 28       | 1953 durch einen Neubau von Haerpfer & Erman ersetzt, diese wiederum 1995 durch die heutige Walcker-Orgel |
| 1904   | Boppard                 | Karmeliterkirche St. Marien                |      | II/P    | 16       | 1985 ersetzt. Das Gehäuse wurde an die Kirche St. Salvator in Ernst (Mosel) verkauft und dort bei der Restaurierung der Voltmann-Orgel wiederverwendet. |
| 1905   | Cochem                  | Kloster Ebernach, Klosterkirche            |      | II/P    | 11       | 1957 verkauft nach St. Michael Roßbach (Wied). |
| 1907   | Leimersdorf             | St. Stephanus                              |      | II/P    | 25       | |
| 1908   | Wellmich                | St. Martin                                 |      | II/P    | 16       | |
| 1908   | Gemünden (Hunsrück)     | St. Peter und Paul                         |      | I/P     | 10       | |
| ~ 1910 | Luisenthal (Völklingen) | Christkönig                                |      | I/P     | 4        | Der ursprüngliche Standort und das genaue Baujahr sind unbekannt. Die Orgel wurde zunächst 1922 gebraucht erworben und als Interimsinstrument in St. Eligius Völklingen aufgestellt. Nach dem Bau der neuen Stahlhuth-Orgel im Jahr 1928 wurde die Orgel an die benachbarte Pfarrei Christkönig in Luisenthal verkauft, wo sie bis heute erhalten ist. Um 1970 fand eine Umdisponierung durch die Firma Späth statt. |
| 1910   | Hunolstein (Morbach)    | St. Johannes der Täufer                    |      | I/P     | 11       | |
| 1910   | Klotten                 | St. Maximin                                |      | II/P    | 23       | |
| 1910   | Namborn                 | Mariä Himmelfahrt                          |      | II/P    | 14       | 1968 Neobarockisierung der Disposition durch Orgelbau Mayer. 2021 technischer Neubau unter Verwendung von Gehäuse und Pfeifenwerk durch Thomas Gaida. |
| 1912   | Rhens                   | St. Theresia                               |      | II/P    | 25       | 1983 durch die heutige Mayer-Orgel ersetzt. |
| 1912   | Boppard                 | Klosterkirche St. Martin                   |      |         |          | |
| 1921   | Hesperingen             | Assomption de la Bienheureuse-Vierge-Marie |      | II/P    | ??       | 1981 durch einen technischen Neubau derselben Firma ersetzt. |
| 1922   | Hangard (Neunkirchen)   | Heilige Familie                            |      | II/P    | ??       | 1973 durch die heutige Mayer-Orgel ersetzt. |
| 1923   | Bruttig-Fankel          | St. Magdalena                              |      |         |          | |
| 1924   | Boppard                 | Kapelle im Heilig Geist Krankenhaus        |      | I/P     | 6        | 2016 Rekonstruktion der originalen Disposition durch Orgelbau Raab & Plenz |
| 1925   | Elsoff                  | St. Peter und Paul                         |      | II/P    | 13       | |
| 1925   | Birkenfeld              | St. Jakobus                                |      | II/P    | 16       | 1998 ersetzt durch einen technischen Neubau im alten Gehäuse durch die Firma Hugo Mayer Orgelbau. |
| 1926   | Auw an der Kyll         | Mariä Himmelfahrt                          |      | I/P     | 5        | original erhalten |
| 1926   | Freudenburg             | Heilige Dreifaltigkeit                     |      | I/P     | 14       | 1993 im Zuge der Kirchenrenovierung abgebaut und 2001 durch die heutige Eisenbarth-Orgel ersetzt. |
| 1926   | Preist                  | St. Cäcilia                                |      | I/P     | 5        | 1982 durch einen technischen Neubau derselben Firma ersetzt. |
| 1927   | Mittelstrimmig          | St. Philippus und Jakobus                  |      | II/P    | 15       | Im historischen Barockgehäuse der Vorgängerorgel von Johann Peter Senft (1778); pneumatische Taschenlade; 2005 restauriert durch Orgelbau Fasen und um die ohnehin schon 1927 vorgesehene Trompete erweitert. |
| 1928   | Manubach                | St. Oswald                                 |      | II/P    | 10       | |
| 1929   | Ginsheim-Gustavsburg    | Herz Jesu                                  |      | II/P    | 14       | |
| 1929   | Trier-Euren             | St. Helena                                 |      | II/P    | 21       | Neubau unter Verwendung von Prospekt und Pfeifenwerk der Vorgängerorgel von Breidenfeld; 1964 durch die heutige Späth-Orgel ersetzt. |
| 1930   | Mosbach (Schaafheim)    | St. Johannes Baptist                       |      | II/P    | 16       | 2018/2019 Rekonstruktion des Ursprungszustandes durch Orgelbau Andreas Schmidt. |
| 1930   | Filsen                  | St. Margaretha                             |      | II/P    | 12       | |
| 1934   | Koblenz-Metternich      | St. Johannes Enthauptung                   |      | II/P    | 21       | Opusnummer 120 |
| 1937   | Wehbach                 | St. Petrus                                 |      | II/P    | 11       | [ 13 ] |
| 1939   | Niederreifenberg        | St. Johannes der Täufer                    |      | II/P    | ??       | 1980 durch die heutige Digitalorgel ersetzt. |
| 1941   | Lahnstein               | St. Johannes                               |      | II/P    | 13       | 2012/13 durch die heutige Winterhalter-Orgel ersetzt. |
| 1950   | Kamp-Bornhofen          | Klosterkirche St. Marien                   |      | II/P    | 22       | |
| 1953   | Irlich                  | St. Peter und Paul                         |      | II/P    | ??       | 1983 durch die heutige Mayer-Orgel ersetzt. |
| 1953   | Horst (Heinsberg)       | St. Josef                                  |      | I/P     | 6        | |
| 1954   | Alken (Untermosel)      | St. Michael                                |      | II/P    | 10       | |
| 1957   | Buchholz (Westerwald)   | St. Pantaleon                              |      | I       | 3        | |
| 1958   | Veldenz                 | St. Marien                                 |      | I/P     | 4        | |
| 1959   | Schillingen             | St. Albanus                                |      | II/P    | 20       | Eine Besonderheit der Orgel ist der als Fernwerk ausgeführte Salicional, welcher sich links und rechts des Altarraumes an der Wand befindet. |
| ~ 1960 | Kisselbach              | St. Appollonia                             |      | II/P    | 22       | |
| 1962   | Gonnesweiler            | Heilig Geist                               |      | II/P    | 12       | Das Hauptwerk befindet sich als Schwalbennest an der Seitenwand der Kirche; Opusnummer 171 |
| 1963   | Wolfersweiler           | St. Laurentius                             |      | II/P    | 14       | Opusnummer 172 |
| 1963   | Daisbach (Aarbergen)    | St. Josef                                  |      | I/P     | 8        | |
| 1964   | Espenschied (Lorch)     | St. Nikolaus                               |      | II/P    | 10 (11)  | 2021 Erneuerung der Elektrik durch Hugo Mayer Orgelbau |
| 1965   | Humes (Eppelborn)       | Mariä Himmelfahrt                          |      | II/P    | 14       | 1972 Umbau bzw. Erweiterung durch dieselbe Firma. |
| 1966   | Mudenbach               | Evangelische Kirche                        |      | I/P     | 3        | Seit 1976 in Mudenbach; Eine Besonderheit der Orgel ist, dass sie bei zwei Manualregistern (Gedackt 8’ und Principal 4’) sowohl eine Sub- als auch Superoktavkoppel besitzt. Das Pedal besitzt einen Subbass 16’. |
| 1966   | Biebernheim             | Maria Regina Caeli                         |      |         |          | |
| 1967   | Oberleuken              | St. Gangolf                                |      | II/P    | 10       | |
| ~ 1969 | Idar-Oberstein          | St. Walburga                               |      | II/P    | 22       | |
| 1969   | Peterswald-Löffelscheid | Mariä Heimsuchung                          |      | I/P     | 4        | vollpneumatische Kegellade (!) mit Sub- und Superoktavkoppel; 2010 durch die Erbauerfirma restauriert. Opusnummer 234 |
| 1982   | Preist                  | St. Cäcilia                                |      | I/P     | 8        | Technischer Neubau der vorhandenen Gerhardt-Orgel aus dem Jahr 1926. |
| 1984   | Hesperingen             | Assomption de la Bienheureuse-Vierge-Marie |      | II/P    | 18 (19)  | Technischer Neubau einer vorhandenen Gerhardt-Orgel von 1921. |
| 1995   | Pfaffenheck             | St. Nikolaus                               |      | I/P     | 6        | Meisterstück von Christian Gerhardt III. Seit 1997 in Pfaffenheck. |

Quelle: